# Episodi di Blue Bloods (dodicesima stagione)
La dodicesima stagione della serie televisiva Blue Bloods, è stata trasmessa in prima visione assoluta negli Stati Uniti d'America da CBS dal 1º ottobre 2021 al 6 maggio 2022.
In Italia la stagione è stata trasmessa in prima visione su Rai 2 dal 15 ottobre 2022 al 14 gennaio 2023.
| n° | Titolo originale     | Titolo italiano              | Prima TV Canada e USA | Prima TV Italia  |
| -- | -------------------- | ---------------------------- | --------------------- | ---------------- |
| 1  | Hate is Hate         | Con le mani legate           | 1º ottobre 2021       | 15 ottobre 2022  |
| 2  | Times Like These     | Segreti a fin di bene        | 8 ottobre 2021        | 15 ottobre 2022  |
| 3  | Protective Instincts | L'ombra del padre            | 15 ottobre 2021       | 22 ottobre 2022  |
| 4  | True Blue            | Il rifugio segreto           | 22 ottobre 2021       | 22 ottobre 2022  |
| 5  | Good Intentions      | Un'ultima chance             | 5 novembre 2021       | 29 ottobre 2022  |
| 6  | Be Smart or Be Dead  | Fatti furbo o sei morto      | 12 novembre 2021      | 29 ottobre 2022  |
| 7  | USA Today            | Non ci sono decisioni giuste | 19 novembre 2021      | 5 novembre 2022  |
| 8  | Reality Check        | La dura realtà               | 3 dicembre 2021       | 5 novembre 2022  |
| 9  | Firewall             | Sistema di difesa            | 10 dicembre 2021      | 12 novembre 2022 |
| 10 | Old Friends          | Vecchi amici                 | 7 gennaio 2022        | 12 novembre 2022 |
| 11 | On the Arm           | Trappola nella rete          | 14 gennaio 2022       | 3 dicembre 2022  |
| 12 | The Reagan Way       | Alla maniera dei Reagan      | 21 gennaio 2022       | 3 dicembre 2022  |
| 13 | Cold Comfort         | Ladra di libri               | 28 gennaio 2022       | 10 dicembre 2022 |
| 14 | Allegiance           | La scelta di Eddie           | 25 febbraio 2022      | 10 dicembre 2022 |
| 15 | Where We Stand       | A casa nostra                | 4 marzo 2022          | 17 dicembre 2022 |
| 16 | Guilt                | Sapersi perdonare            | 11 marzo 2022         | 17 dicembre 2022 |
| 17 | Hidden Motive        | Il dilemma di Jamie          | 1º aprile 2022        | 23 dicembre 2022 |
| 18 | Long Lost            | Essere un leader             | 8 aprile 2022         | 23 dicembre 2022 |
| 19 | Tangled Up in Blue   | Nessuna intromissione        | 29 aprile 2022        | 14 gennaio 2023  |
| 20 | Silver Linings       | I tre Reagan                 | 6 maggio 2022         | 14 gennaio 2023  |

## Con le mani legate
- Titolo originale: Hate is Hate
- Diretto da: David Barrett
- Scritto da: Siobhan Byrne O'Connor

### Trama
Mentre Danny consulta la sensitiva Maggie per risolvere l'omicidio di un bambino di cinque anni, Frank è in contrasto con il sindaco su come proteggere al meglio la città dall'aumento della criminalità a seguito di una sparatoria che ha ferito un ragazzo di 15 anni che viaggiava sul pulmino di una scuola ebraica. Inoltre, Erin indaga su un caso vecchio di decenni in cui il testimone oculare dell'omicidio è il suo capo Kimberly Crawford, che all'epoca aveva 13 anni.
- Guest star: Jenn Gambatese (Naomi Chesnick), David Lee Huynh (Minh Tran), Carmen M. Herlihy (Han Tran), Cheryl Freeman (Sandra Harris), Adeola Role (Leticia Harris), Hasseim Muhammad (Marcus Carter), Jenyffer Zorrilla (Tanya Carter), Thomas Paolino (Arrenega Soares), Emmet Smith (Eli Chesnick), Vincent Condurso (David Hoffman), Gary Lavard (Michael Gillette), Matthew R. Staley (Glenn Kilmer), Silvestre Rasuk (Jason Chavez), Calvin Dutton (Larry Knoll), Lori Hammell (Marcia Wells, I.A.B.), Jason Altman (Simon Rinke, I.A.B.), John Pigate (dottore), Gameela Wright (giornalista Helen), Logan Crawford (giornalista #2), Matt Consalvo (ufficiale Meyers), Blair Baker (donna, Deli), Franny Alicia Reynoso (Kate), Salar Ghajar (autista Yeshiva), Erwin Falcon (Karoake MC).
- Ascolti Italia: telespettatori 657 000 – share 3,50%[2]

## Segreti a fin di bene
- Titolo originale: Times Like These
- Diretto da: Robert Harmon
- Scritto da: Brian Burns

### Trama
Cresce la tensione tra Frank e il sindaco Chase per l'arresto pubblico effettuato da lui e che diventa virale. Danny e Baez indagano su un ragazzo picchiato e lasciati in strada che prende una svolta inaspettata. Jamie si preoccupa quando Eddie gli mente su dove va la sera. Anthony recluta segretamente i Reagan per chiedere di aiutarlo nel convincere Erin a candidarsi come procuratore distrettuale di Manhattan.
- Guest star: Thomas Walter Booker (Ozzie), Andrew D. Manning (Ricky), K.J. Aikens (Matthew), Bru Ajueyitsi (EMS), Adam Shiri (lavavetri abusivo), Julie Asriyan (donna nell'auto), Chris D'Amato (Barry), Chris Russell (autista #1), Laura Stracko (autista #2), Mauricio Hidalgo (autista #3), Larisa Polk (infermiera), William Clemente (poliziotto), Ricardo Washington (membro gang di rapinatori #2).
- Ascolti Italia : telespettatori 744 000 – share 4,30%[2]

## L'ombra del padre
- Titolo originale: Protective Instincts
- Diretto da: Jackeline Tejada
- Scritto da: Kevin Riley e Yasmine Cadet

### Trama
Frank deve decidere tra rimanere commissario di polizia e iniziare un nuovo lavoro quando il suo vecchio amico Lenny Ross gli presenta un'interessante offerta di lavoro. Sean mette Jamie ed Eddie in una posizione difficile quando si cimenta con la possibilità di diventare poliziotto alle spalle di suo padre. Danny e Baez indagano sull'omicidio di un fattorino di un ristorante.
- Guest star: Treat Williams (Lenny Ross), Shafi Uddin (Amir Hassan), Vaishnavi Sharma (Maya Hassan), Fawad Siddiqui (Muhammed), Neimah Djourabchi (Zahid Hassan), Samuel María Gómez (John Sinclair), Darik Bernard (agente Irving), Warren Hull (Perp), Simon Deonarian (Worker), Fortuna Gebresellassie (Annie).
- Ascolti Italia : telespettatori 749 000 – share 4,00%[3]

## Il rifugio segreto
- Titolo originale: True Blue
- Diretto da: Ralph Hemecker
- Scritto da: Jack Ciapciak

### Trama
Jamie deve affrontare i colleghi ufficiali quando collabora con Erin e Anthony ad una indagine su un bar sotterraneo che il NYPD e l'FDNY usano per nascondere i loro criminali. Witten, il partner di Eddie, pensa di lasciare la polizia. Danny e Baez indagano sull'omicidio di uno studente in una prestigiosa scuola privata. Frank affronta una questione di brutalità della polizia nei confronti del marito di Baker.
- Guest star: Joe Carroll (Kyle Dorsey), Chris Chirdon (Mark Adams), Ty Jones (David Anderson), Ellie Ricker (Nadia Atonov), Jarid Faubel (Brian Baker), Chantal Jean-Pierre (Lisa Johnson), Madeline Grey DeFreece (agente Grey), Abby C. Smith (Gina Adams), Lee Baptiste (capo Clark), Chris Gray (Noah Barber), Fenton Lawless (Bill Brennan), Theresa Tirone (agente Fucci), Leigh Ann Larkin (M.E. Megan Carson), Megan Allison Hayes (senzatetto), Gabby Cocco (bartender), Josh Alscher (senzatetto).
- Ascolti Italia : telespettatori 737 000 – share 4,20%[3]

## Un'ultima chance
- Titolo originale: Good Intentions
- Diretto da: David Barrett
- Scritto da: Daniel Truly

### Trama
Il padre di Eddie, Armin, viene scarcerato e lei lo ospita a casa propria e di Jamie; quest'ultimo non approva questa decisione e in casa si crea un clima teso. Danny e Baez fanno di tutto per aiutare un uomo dell'Ohio a rintracciare la sorella scomparsa, solo per poi scoprire che egli non è stato sincero: infatti la donna si rivela essere la sua ex fidanzata che si sta nascondendo a New York, dove lui l'ha seguita e la sta tormentando perché non accetta la fine della loro relazione. Anthony si rivolge a Erin alla luce di nuove prove in un caso del suo periodo come poliziotto che potrebbero scagionare una donna membro di una gang che lui aveva arrestato. Frank si scontra con l'Arcivescovo Kearns quando un parroco attivista provoca attriti tra la Polizia e la Chiesa.
- Guest star: Stacy Keach (Arcivescovo Kearns), Michael Cullen (Armin Janko), Dave Quay (David Shaw), Kate Villanova (Angie De Grazia), Aleca Piper (Jade Jones), Jared Canfield (padre McDougal), Curtis Lyons, Jr. (Barry Trask), Tanesha Gary (detective Carrie Ewbanks), Nesha Ward (secondino), Dani Martineck (agente Hoffman).
- Ascolti Italia : telespettatori 841 000 – share 4,70%[4][5]

## Fatti furbo o sei morto
- Titolo originale: Be Smart or Be Dead
- Diretto da: John Behring
- Scritto da: Siobhan Byrne O'Connor e Graham Thiel

### Trama
Dopo che una gang mette una taglia su Danny, Frank causa tensioni in famiglia assegnando a Jamie la protezione del fratello maggiore; inoltre, tenta di convincere il nipote Joe Hill a desistere dal proposito di vendicarsi del proprio aggressore (che si rivela essere qualcuno arrestato in passato da Joe). Alla fine, Frank sfrutta i propri contatti all'FBI per farlo accusare di un crimine federale, e si reca a casa del ragazzo per dargli una foto del padre (Joe Senior). Eddie fa la conoscenza del suo nuovo partner, Badillo, e scopre che Henry è intervenuto per salvare il proprietario di un negozio, sventando una rapina. La moralità di Erin viene attaccata dalla difesa quando porta in tribunale un vecchio caso di omicidio di cui il suo capo, Kimberly Crawford, fu testimone oculare da bambina.
- Guest star: Annelise Cepero (Elena Marquez), Ian Quinlan (Luis Badillo), Adeola Role (Leticia Harris), Cheryl Freeman (Sandra Harris), Richard Klein (giudice Angioli), Juan Franciso Villa (Muñoz), Brandon Rush (agente Denoon), Brian Joél Sanchez (Freddie), Gugun Deep Singh (Ram Singh), Judy Han (Jury Foreman), Brandhyze Stanley (Grace Michaels), Kelly Miller (Reporter Nick).

## Non ci sono decisioni giuste
- Titolo originale: USA Today
- Diretto da: Ralph Hemecker
- Scritto da: Brian Burns e Van B. Nguyen

### Trama
I tentativi di Danny e Baez di individuare il colpevole dell'aggressione al proprietario di un negozio vietnamita sono ostacolati dal rifiuto della compatta comunità del quartiere di collaborare. Un ragazzo allude al fatto che l'accaduto potrebbe essere legato alle intimidazioni di una gang che agisce nella zona. Erin sospetta che il suo capo Kimberly Crawford ce l'abbia con lei e voglia "punirla" per la scelta di correre per l'incarico di Procuratore Distrettuale, quando quest'ultima le assegna un caso di basso livello. Nell'ufficio del Comandante viene ammessa una nuova detective, Angela Reddick, che si rivela troppo supponente, e il "dream team" composto da Garrett, Gormley e Baker si sente "minacciato". Alla tradizionale cena di famiglia, Erin annuncia di aver deciso di rinunciare alla candidatura.
- Guest star: Ilfenesh Hadera (Angela Reddick), Vien Hong (Bao Pham), Tiffany Rothman (Linh Pham), Vinh Nguyen (Tuan Pham), Alex Duong (Sonny Le), Michael Thomas Holmes (Connor Long), Anthony Cochrane (Bernie Moskowitz), Francisco Solorzano (Ray Gardner), Viet Vo (proprietario negozio abbigliamento), Julie T. Pham (proprietario negozio di frutta), Rocco Basile (agente Wolffe), Dietrich Teschner (detective), Jill Durso (moglie del detective), Johnny Tran (proprietario negozio #3), Diane Dehn (fotografa).
- Ascolti Italia : telespettatori 892 000 – share 4,60%[6]

## La dura realtà
- Titolo originale: Reality Check
- Diretto da: Jennifer Opresnick
- Scritto da: Kevin Riley

### Trama
Danny si allea con Anthony per risolvere un duplice omicidio dopo che il losco cugino di Anthony dimostra di avere legami con una gang. Nel frattempo, il confine tra la relazione professionale e personale di Eddie e Jamie viene messo alla prova quando Eddie e il suo nuovo partner, Badillo, chiedono a Jamie di essere entrambi riassegnati, poiché il loro rapporto è sempre più difficile; Jamie glielo nega, ma successivamente spiega a Eddie il motivo dietro il comportamento di Badillo (il suo ex partner è stato ucciso davanti ai suoi occhi, e da quel giorno lui non vuole lavorare in coppia perché ha paura che possa accadere di nuovo). Erin mette in discussione i sacrifici fatti per la carriera quando consente ad un'amica della Facoltà di Legge (che non vede da dieci anni) di "scavare" nella sua vita personale per prepararla ad una potenziale corsa come Procuratore (infatti sta rivalutando il proprio precedente rifiuto). Frank decide di partecipare al podcast di un ex poliziotto, sebbene Garrett cerchi di dissuaderlo.
- Guest star: Anthony DeSando (cugino Joey Ruscoli), Kelli O'Hara (Lisa Farragaut), Donny Burke (Orlando Burns), Matthew Lawler (Kurt Quinn), Alexis Cruz (Mike), Bobby James Evers (Buddy).
- Ascolti Italia : telespettatori 833 000 – share 4,60%[6]

## Sistema di difesa
- Titolo originale: Firewall
- Diretto da: Robert Harmon
- Scritto da: Daniel Truly e Peter D'Antonio

### Trama
Frank chiede la collaborazione di una vecchia amica della Polizia Metropolitana di Londra, Sloane Thompson, per fermare e capire le cause di un attacco informatico subìto dalla rete del Dipartimento di New York, che costringe Danny e Baez a lasciare libero uno sfuggente sospettato. Quest'ultima mette in dubbio il proprio ruolo in Polizia e successivamente viene colpita da un proiettile, ma fortunatamente si riprende. Inoltre, Eddie scopre che una sua collega è incinta e che non lo ha notificato ai superiori per avere la possibilità di effettuare il colloquio per diventare detective; così facendo, mette a rischio sia se stessa sia il bambino sul campo. Henry dimentica accidentalmente il forno acceso, provocando un piccolo incendio in cucina, che viene immediatamente spento da Jamie, il quale però si preoccupa che il nonno potrebbe necessitare di qualcuno che lo aiuti in casa. Lui è decisamente testardo e si oppone all'idea, ma alla fine raggiungono una sorta di "compromesso".
- Guest star: Alex Kingston (Sloane Thompson), Gabby Beans (Cora Felton), Frank Boyd (Gavin Powers), Liz Keifer (Iris Williams), Gillian Glasco (detective Patricia Fett), Alet Taylor (René), Lawrence Oliver Cherry (Lucas Burke), Shadner Ifrene (paramedico Abraham), Dani Martineck (agente Hoffman), Sarah Naughton (bartender), Jenna Kray (Kate), Devin Laron Chandler (Marcus), Theresa Tirone (agente Fucci).
- Ascolti Italia : telespettatori 747 000 – share 3,90%[7]

## Vecchi amici
- Titolo originale: Old Friends
- Diretto da: Jackeline Tejada
- Scritto da: Ian Biederman

### Trama
Una spedizione illegale di droga in arrivo a New York costringe Danny a collaborare nuovamente con il Ranger del Texas Waylon Gates, per rintracciarli prima che invadano le strade. La situazione degenera quando sicari del cartello uccidono diversi membri dei loro "distributori" newyorchesi, la gang chiamata "Ace Double Treys". Inoltre, Jamie indaga su un suo ex mentore dopo che un uomo dichiara di essere stato da quest'ultimo minacciato a causa di dovuti debiti di gioco. Frank discute con il sindaco Chase dopo aver sospeso un agente che ha aggredito un collega che difendeva i tagli ai fondi della Polizia.
- Guest star: Lyle Lovett (Waylon Gates), James McCaffrey (sergente Kevin Coolidge), Brad Fraizer (Terry Howard), DeLance Minefree (Jason Reeves), Joseph Raymond Lucero (Juan Carlos Lopez), Josh Crotty (agente Christopher Zeal), Oliva Biederman (Tracy), Matt Consalvo (agente Meyers), Mateo D'Amato (Rudy), Jamal James (agente Paul Salter), Kyle Moore (capitano).
- Ascolti Italia : telespettatori 698 000 – share 4,00%[7]

## Trappola nella rete
- Titolo originale: On The Arm
- Diretto da: Alex Zakrzewski
- Scritto da: Kevin Wade e Brian Burns

### Trama
Il capitano Terrell, una poliziotta di colore, viene accusata di "sfruttare" il distintivo e l'uniforme per costringere dei negozianti a offrirle omaggi e forti sconti. Frank la convoca per intimarle di smettere, ma lei sostiene di non fare nulla di male in quanto tutti i prodotti vanno in beneficenza ad un centro per veterani. Mentre si trova con Baez in un ristorante per festeggiare il compleanno di quest'ultima, Danny paga una costosa cena ad un uomo credendolo il leggendario cantante Jimmy Buffett, ma in realtà è un impostore suo sosia. Erin si preoccupa per la propria reputazione quando subisce un anonimo attacco dal contenuto volgare su un blog accessibile anche ai dipendenti pubblici, e si rivolge a Garrett per individuare il responsabile (prima sospetta del suo capo Kimberly Crawford, poi si rivelerà essere Ashley Adams, una delle nuove stagiste dell'ufficio). Jamie reintroduce nel proprio distretto una regola vecchia di decenni che obbliga chiunque entri a fare il saluto militare, e tutti manifestano alle sue spalle il proprio disprezzo; anche Eddie tenta di fargli capire che con tale gesto sta risultando antipatico, e di conseguenza anche lei essendo sua moglie (e tutti ritengono che lei prenda sempre le sue difese). Alla fine la regola sarà utile in quanto consentirà di arrestare un delinquente che impersonava poliziotti per potersi intrufolare indisturbato in vari distretti e rubare armi, e Jamie viene applaudito.
- Guest star: Jimmy Buffett (Dickie Delaney), Regina Taylor (capitano NYPD Terrell), Jeanine Bartel (Nicole/cameriera), Bernadette Quigley (giudice Johnson), Chanel Carroll (agente Carroll), Jordan Goodsell (agente Davis), Matt Consalvo (agente Meyers), Danielle Lee James (agente alla scrivania), Massimo Di Giovanna (falso agente), Philip Estrera (Wilson), Suzen Baraka (Jennifer), Jason Dietz (commesso negozio di surf Clerk), Adel Telesia (agente), Susie Carroll (Ashley Adams), Mark Christopher Green (agente Anderson), Chuck Muckle (falso Jimmy Buffett), Corene Antoinette Stewart (agente/Rockaway Beach), Cameron Carter (Sue).
- Ascolti Italia : telespettatori 950 000 – share 4,80%[8]

## Alla maniera dei Reagan
- Titolo originale: The Reagan Way
- Diretto da: Jackeline Tejada
- Scritto da: Siobhan Byrne O'Connor

### Trama
L'Arcivescovo Kearns sa che un uomo che si è dichiarato colpevole di un omicidio in realtà è innocente, ma non può tradire il segreto del confessionale; perciò Frank incarica Danny e Baez di scoprire la verità con discrezione; i due utilizzano metodi poco "ortodossi" per "aggirare" i vincoli di riservatezza della Chiesa. Eddie "sfida" Erin e l'ufficio del Procuratore per ottenere giustizia per una donna che denuncia di essere stata stuprata (Erin non vuole procedere per mancanza di prove), ma successivamente si chiariscono. I legami familiari dei Reagan sono messi alla prova quando Jamie e il nipote Joe Hill, che sta lavorando con l'FBI, si scontrano sull'impiego potenzialmente pericoloso di un informatore; Joe non si sente ancora completamente parte della famiglia, allora alla fine dell'episodio gli uomini Reagan organizzano una partita a texas hold 'em, che era il gioco preferito del padre, per "includerlo".
- Guest star: Blake Morris (Jeff Green), Bobby Roman (Manuel Ruiz), Erika Henningsen (Madeline Gleeson), Daniel Reece (Mark Rowland), Branden Lindsay (Lamar White), Eileen Noonan (avvocato aid), Isabel Renner (Marla Winters), Ollie Corchado (Perez), Joseph John O'Connor (agente Malone), Mark McKinnon (agente Miller), Finnerty Steeves (Joyce Stein), Natalie Melo (figlia di Ruiz), Stephanie Ruiz (Mrs. Ruiz), Will Hochman (Joe Hill), Stacy Keach (Arcivescovo Kearns)
- Ascolti Italia : telespettatori 1 113 000 – share 6,50%[8]

## Ladra di libri
- Titolo originale: Cold Comfort
- Diretto da: Alex Zakrzewski
- Scritto da: Kevin Riley

### Trama
Un detective viene brutalmente aggredito da un gruppo di ragazzini in un quartiere malfamato. La moglie chiede a Frank di rendergli onore, ma lui sospetta che ci sia qualcosa che non vada e incarica Danny e Baez di investigare con discrezione; verrà fuori che il poliziotto sembra essere corrotto. Eddie il suo partner Badillo rintracciano i colpevoli del furto di pregiati libri rari da una rinomata libreria, furto inscenato per compiere una frode assicurativa da una delle co-proprietarie ai danni degli altri, la sorella e il fratello. Jamie, malvolentieri, si unisce a Henry nell'indagine sulla morte - secondo Henry, sospetta - di un suo vecchio amico; mentre Erin curiosa nel vissuto di una nuova donna nella vita di Anthony, preoccupandosi per lui quando scopre dei legami di questa con la mafia. Quest'ultimo in realtà si sta "prendendo cura di lei" dopo che gli ha detto di voler mettersi sulla "buona strada". Infastidito dalle azioni di Erin, tuttavia, alla fine dell'episodio le chiede di mantenere i rapporti tra loro rigorosamente professionali, sia al lavoro che fuori.
- Guest star: Kara Jackson (Sarah O'neill), Derek Gaines (Bugs), Evgeniya Orudzheva (Yelena Popova), Miriam Silverman (Alcie Abenthy), Keri Safran (Lila Abenthy), Ian Quinlan (agente Luis Badillo), Connor Lawrence (Charlie Abenthy), Joe Barbara (Chris Kelly), Sean Nelson (Marcus), Lee Aaron Rosen (detective Peter O'neill), Luis Vega (detective Joe O'connor), David E. Chen (Tee), Traci Wolfe (Ellie), Denzel Rodriguez (ragazzo #1), Matthew Tyler Zuniga (ragazzo #2).
- Ascolti Italia : telespettatori 876 000 – share 4,20%[9]

## La scelta di Eddie
- Titolo originale: Allegiance
- Diretto da: Donald Thorin Jr.
- Scritto da: Yasmine Cadet e Jack Ciapciak

### Trama
Joe Hill ascolta, per caso, la conversazione telefonica che la sua ragazza, che è un avvocato, in cui apparentemente fa pressione su una testimone per non presentarsi in aula. Decide di portare il fatto all'attenzione di Erin e Anthony, e alla fine si ritroveranno a dover salvare l'avvocato dopo il suo rapimento; successivamente Erin invita Joe Hill alla sala da bowling dove andava ogni settimana con suo fratello, ovvero il padre di Hill, Joe Reagan, raccontandogli di più su di lui. Baez costringe Danny ad assistere alla registrazione dal vivo dello show della sua presentatrice televisiva preferita. Muore improvvisamente davanti ai loro occhi a causa di una reazione allergica; Baez è convinta che sia stata avvelenata, e lei e Danny concludono che dietro ci sia il marito. Frank visita la casa del Tenente Raymond Moretti dopo esser stata crivellata da proiettili, scoprendo che il figlio è coinvolto con una gang. Permettere a quest'ultimo di vivere in casa, dato che partecipa ad attività illegali, è una violazione del regolamento del NYPD. Eddie lavora ad un'operazione sotto copertura con l'Unità Vittime Speciali (SVU) per fermare uno stupratore seriale, e malgrado abbia superato a peni voti l'esame da sergente, alla fine annuncia ai Reagan di voler diventare detective.
- Guest star: Tony Danza (tenente Raymond Moretti), Rosa Evangelina Arredondo (sergente Katie Williams), Christiani Pitts (Deanna Parker), Geoffrey Cantor (Frank Willis), Triney Sandoval (Bill Martinez), Winslow Bright (assistente procuratore distrettuale Sydney Sloan), Brian Hatch (George Powell), Judy Torres (Mimi Martinez), Sara Chase (Tina), Donny Yau (Super), Jennifer C. Johnson (Ashley Rogers), Joey Kola (Emcee), Nicole Michelle (Receptionist), Tom D'Agustino (Vincent Moretti), Nathaniel Levin (Jimmy Moretti), Laura Ann Spaeth (Cheryl Moretti).
- Ascolti Italia : telespettatori 1 202 000 – share 7,10%[9]

## A casa nostra
- Titolo originale: Where We Stand
- Diretto da: John Behring
- Scritto da: Ian Biederman e Van B. Nguyen

### Trama
Un delinquente che deruba le vecchiette viene scagionato, ma Anthony non si dà pace finché non lo coglie sul fatto; tuttavia proprio quest'ultimo finisce sotto inchiesta dalla Procura Generale dopo che il giovane subisce una frattura cranica per una caduta dalle scale (Anthony lo aveva afferrato per la giacca senza riuscire a trattenerlo, mentre secondo l'investigatrice della Procura potrebbe averlo spinto di proposito); le accuse vengono poi fortunatamente ritirate. Danny e Baez aiutano un uomo a rintracciare l'ex moglie e la figlia scomparse, scoprendo che la ex è ricercata dall'Immigrazione per non essersi presentata in tribunale malgrado gli ordini di comparizione ricevuti (potrebbe essere espulsa non avendo la cittadinanza americana). Localizzate alla Penn Station in procinto di partire per Montréal, le convincono a tornare a casa; Danny è però costretto ad arrestare il marito colpevole di aver sottratto la posta della moglie e non averle consegnato gli avvisi del tribunale affinché fosse espulsa e lui potesse ottenere custodia esclusiva della figlia. Frank deve fronteggiare proteste pubbliche per tagliare i fondi alla Divisione Sicurezza Scolastica dopo che un alterco fisico tra un sedicenne problematico e un agente diventa virale: inizialmente, scontrandosi con la preside del liceo e ricevendo reazioni negative dai genitori dei ragazzi, è combattuto su come comportarsi; poi partecipa ad un'assemblea per informarli che l'agente è stato riassegnato; tuttavia mentre i genitori esultano, Frank legge una lista di oggetti che l'agente aveva confiscato per proteggere gli studenti (come coltelli, taglierini e armi da fuoco), lasciando terrorizzati i genitori al pensiero di aver reso la scuola probabilmente meno sicura con le loro azioni. Jamie cerca di impedire che un agente del proprio distretto venga preso in giro dai colleghi per le sue origini filippine.
- Guest star: Andy Karl (Will Farmer), Eunice Bae (Christine Adams), Charlie Tassone (Emmy Farmer), Trevor Salter (Officer Santos), Anthony Goss (Officer Harris), Ryan O'Dell (agente Miller), Gabriel Sloyer (Benny Fernandez), Michael Tow (Mike Huang), Mariette Booth (Donna Liggett), Jill Abramovitz (Jeanine Hoffman), Jennifer Lamb (Elderly Woman), Joseph Tudisco (Super), Jonathan Spivey (Defense Counsel), Rob Beschler (Alan Marter), Richard Kline (giudice Angioli), Ruth Solorzano (Linda), Didi Conn (Mrs. Devlin), Armani Gabriel (Roland James), Kathiamarice Lopez (agente Marisol Serrano).
- Ascolti Italia : telespettatori 877 000 – share 4,80%[10]

## Sapersi perdonare
- Titolo originale: Guilt
- Diretto da: Ralph Hemecker
- Scritto da: Brian Burns

### Trama
Eddie interviene, per l'ennesima volta, per sedare una rissa tra vicini. Quando poche ore dopo, uno di loro viene trovato morto, Eddie affianca Danny e Baez nelle indagini, che rivelano che la vittima è stata stroncata da un infarto e pugnalata post mortem. Il capo di Anthony, Charlie Peterson, ha deciso di andare in pensione e gli offre il proprio posto, che Anthony prima accetta ma successivamente, dato che la promozione incrina il suo rapporto con Erin, lo rifiuta ammettendo a quest'ultima che aveva ragione a sospettare che l'offerta fosse un "complotto" di Kimberly Crawford (la quale ce l'ha con lei per la decisione di candidarsi a Procuratore Distrettuale) allo scopo di "rompere" il loro sodalizio. Frank e il suo staff (Baker, Garrett e Gormley) si sentono in colpa dopo che Angela Reddick, la detective con cui hanno lavorato per breve tempo in un episodio precedente e che Frank aveva "licenziato" per non essersi "integrata" bene con i suoi collaboratori, viene colpita da un proiettile. Gormley le propone di tornare al Quartier Generale all'insaputa degli altri, ma lei alla fine afferma di voler restare in servizio sulla strada. Alla cena della domenica, i Reagan festeggiano San Patrizio.
- Guest star: Ilfenish Hadera (detective Angela Reddick), Rob McLachlan (Charlie Peterson), Michael Cyril Creighton (Jonathan), Ross Wellinger (Roger), André De Shields (Mitchell), Cameron Carter (Sue), Chanel Carroll (agente Carroll), Joseph John O'Connor (agente Malone), Jayson Wesley (Russo), Randall Marquez (investigatore dipartimento affari interni #1), Luis Ramos (investigatore affari interni #2), Odysseus Baylor (investigatore affari interni #3), Artie Brennan (investigatore affari interni #4), Ed Arristone (investigatore affari interni #5).
- Ascolti Italia : telespettatori 915 000 – share 5,40%[10]

## Il dilemma di Jamie
- Titolo originale: Hidden Motive
- Diretto da: Bridget Moynahan
- Scritto da: Daniel Truly

### Trama
Frank è colto alla sprovvista quando il Sindaco Chase lo "scavalca" richiedendo che Jamie diventi capo della sua scorta. Danny e Baez giungono sulla scena dell'omicidio di una ricca studentessa di college, che si rivela in realtà ancora viva venendo perciò trasportata d'urgenza in ospedale; mentre lotta per la vita, i detective tentano di capire chi l'ha aggredita e data per morta, finché ella non si sveglia e fornisce il "pezzo mancante" dell'indagine. Eddie sperimenta tensioni con il suo partner, Badillo, dopo che lei arresta un manifestante contro la sua volontà. Anthony cerca di aiutare il suo fratellastro Leo per impedirgli di prendere "una brutta strada".
- Guest star: Ian Quinlan (Badillo), Marcus Giamatti (Gerry Gertz), Tom Galantich (Robert Spence), Erin Leigh Peck (Donna Spence), Ryan Woodle (Arty Kangiser), Jen Jacob (Amber Zazzarino), Caitlin Hammond (Grace Spence), Claudia Logan (K.J.), Justin S. Kirkland (agente Burgess), Chris Santangelo (Roy Dupree), Nancy Evans (cameriera/Joanie), Shawn K. Jain (dottore del pronto soccorso), Chris Anthony Hernandez (uomo tra la folla), Isabella Grace Lagares (figlia), Camille Upshaw (guardia di sicurezza).
- Ascolti Italia : telespettatori 818 000 – share 4,40%[11]

## Essere un leader
- Titolo originale: Long Lost
- Diretto da: Ralph Hemecker
- Scritto da: Kevin Reilly e Nicole Abraham

### Trama
Frank affronta un dilemma quando un Capitano dei Marine, diventato una celebrità locale per aver salvato la vita di una donna, gli chiede di fare un'eccezione al limite d'età imposto dal NYPD affinché possa entrare in Polizia. Un bambino viene rapito mentre va a scuola; Danny e Baez scoprono che dietro al rapimento si nasconde una storia dolorosa. Un incontro casuale con un ex compagno di università spinge Erin a riesaminare un presunto errore giudiziario (un uomo condannato ingiustamente). Jamie è combattuto sul fare o meno rapporto su una sergente (amica di Eddie) che ha dato un pugno ad un collega, e ne parla con Henry. Eddie riuscirà a convincerlo ad essere meno "severo" con gli agenti del proprio Distretto e a spiegargli che essere un "leader" non significa seguire rigorosamente le regole sempre "alla lettera".
- Guest star: Jeffrey Schechter (Michael Davis), Stephanie Kurtzuba (sergente McNichols), Emerson Brooks (capitano Chuck Phillips), Jenna Leigh Green (Robin Pruitt), Biko Eisen-Martin (Maurice Bell), Marcin Paluch (agente Todd Berner), Leo James Davis (Jimmy), Jared Johnston (Tommy Reinhart), Alexis Cruz (Mike), Wesley T. Jones (Ty Williams), Shaleen Hudda (Issraa Hasan), Caitlin Kerchner (Kelli Wilson), Celia Schaefer (Veronica), Martin Laplatney (Mr. Reinhart), Opal Besson (avvocato), Kristie Keleshian (reporter), Tauren Hagans (infermiera), Ronelle Latrice Thomas (Mrs. Bell), Jennifer Tsay (Heather), Germaine Brooks (Tweaker).
- Ascolti Italia : telespettatori 747 000 – share 4,70%[11]

## Nessuna intromissione
- Titolo originale: Tangled Up in Blue
- Diretto da: Doug Aarniokoski
- Scritto da: Kevin Wade e Graham Thiel

### Trama
Erin viene assillata da un ex detenuto che ha scontato dodici anni e ritiene di aver subìto un'ingiustizia, perciò chiede ad Anthony e Danny di verificare il ruolo del proprio ufficio nella sua condanna. Jamie, mentre torna in macchina da una festa, si rende conto di aver assunto inconsapevolmente della droga. Malgrado il proprio stato confusionale, riesce a salvare un uomo vittima di un incidente stradale (in cui l'auto ha preso fuoco), ma poco dopo apprende di essere stato denunciato per guida sotto l'effetto di sostanze stupefacenti. Frank si impone di non intervenire per aiutarlo, e alla fine Jamie viene reintegrato in servizio attivo dopo che il filmato della telecamera montata sull'auto incidentata conferma che non è stato lui a causare l'incidente, essendosi fermato. Il medico di Henry informa Frank che il padre ha un tumore alla prostata (che comunque è allo stadio iniziale e non desta quindi preoccupazione), e Frank gli chiede di non dire nulla; Henry intuisce però la verità e rimprovera il figlio, spiegandogli di "non aver paura di morire".
- Guest star: John Shea (Dott. Kirk O'Connor), Steve Rosen (Lenny Katz), Brett Diggs (agente Tate Jones), James Yaegashi (Peter Chou), Erin Mosher (Joan), Phuong Kubacki (Layla), Billy Kasper (Hooligan), Carmen Gill (avvocato SBA Lisa Volk), Madeline Grey DeFreece (agente Grey), Mark Christopher Green (agente Anderson), Brandon Castillo (agente #3), Caroline Festa (agente #4), Amanda Layne Kennedy (bartender).
- Ascolti Italia : telespettatori 821 000 – share 4,10%[12]

## I tre Reagan
- Titolo originale: Silver Linings
- Diretto da: Ralph Hemecker
- Scritto da: Siobhan Byrne O'Connor

### Trama
In una conferenza stampa, Frank attacca duramente la Procura (in particolare la Crawford) per la sua nuova politica che tende ad alleggerire le incriminazioni e a scarcerare i malfattori, e che ha immediate ripercussioni su Eddie e il suo partner Badillo. Erin naturalmente non la prende bene, scontrandosi con il padre e finendo per ritrovarsi in mezzo tra lui e il proprio capo. Durante una retata anti droga da parte di Joe e Jamie, i due promettono a una madre di ritrovare la figlia adolescente vittima di tratta che si rivela connessa all'indagine di Danny e Baez sull'omicidio (tramite ordigno) di una donna incinta, Elena Ruiz, che era nel Programma protezione testimoni e alla brutale gang dei "Mano Sangriento", di cui è membro Arturo Munoz, appena rilasciato e mandante dell'omicidio. La ragazzina viene individuata, ma indossa un giubbotto esplosivo; i tre Reagan, guidati a voce dagli Artificieri, disinnescano la bomba e catturano la banda. Alla fine dell'episodio, Baez decide di adottare la neonata (dato che nessuno dei parenti di Elena si è offerto) e Danny le assicura che "sarà una madre fantastica". Erin invita Anthony alla tradizionale cena della domenica, a cui è presente anche Joe, e comunica a lui e alla famiglia di aver deciso di candidarsi a Procuratore Distrettuale.
- Guest star: Greta Quispe (Margo Ruiz), Annelise Cepero (Elena Marquez), Julio Cesar Ruiz (Carlos Sanchez), David Kallaway (Newiler), Kyndra Sanchez (Soli), Christine Jones (assistente procuratore generale Latayna Thomas), Tony Crane (detective Giorgio), Maggie Shirk (dottore), Dash Kennedy Williams (FI Detective), Mike Funk (John), Kimberly Stern (proprietario negozio), Kendra Holloway (infermiera), Candy Santana (infermiera psichiatrica), Ratnesh Dubey (manager negozio), Emma Diner (impiegato giovane del negozio), Liz Ramos (Barbara), Gameela Wright (reporter Helen), Pat Kiernan (conduttore notiziario televisivo), Kyle W. Brown (agente #1), Joanne Lamstein (agente #2).
- Ascolti Italia : telespettatori 771 000 – share 4,10%[12]